# حوزه انتخابیه دوازدهم اوهایو
حوزه انتخابیه دوازدهم اوهایو یک حوزه انتخابیه مجلس نمایندگان آمریکا است که در ایالت اوهایو قرار دارد.